# Se Eu Fosse Ladrão, Roubava
Se Eu Fosse Ladrão... Roubava é um filme híbrido de docuficção português de 2013, realizado e produzido por Paulo Rocha a partir de um argumento de Rocha, Regina Guimarães e João Viana.  A longa-metragem retrata fragmentos da memória do realizador acerca das suas origens, servindo de referência às cenas dos seus vários filmes que se intercalam na narrativa. O elenco conta com a presença de dois intérpretes regulares no cinema do cineasta: Isabel Ruth e Luís Miguel Cintra.
A longa-metragem foi selecionada para o Festival Internacional de Locarno, onde estreou a 14 de agosto de 2013, nove meses após o falecimento de Paulo Rocha. Se Eu Fosse Ladrão... Roubava foi lançado comercialmente em Portugal a 14 de maio de 2015, nos cinemas Ideal (Lisboa) e UCI Arrábida (Vila Nova de Gaia).

## Sinopse
Paulo Rocha revisita a infância e juventude do seu pai, personificado no personagem Vitalino. Em 1909, é ainda um pequeno agricultor na localidade do Douro de São Vicente, perturbado pelo momento em que vê o seu próprio pai ser vitimado pela peste.
Quando, já nos anos 20, se torna o responsável máximo pela família, o jovem Vitalino não consegue deixar de sonhar obsessivamente com a possibilidade de emigrar para o Brasil. Finalmente parte para o país, deixando a casa ao cuidado das irmãs. Na despedida da sua terra natal, o jovem não perde a determinação ou desejo de recomeçar a sua vida num local com mais oportunidades. O tema familiar cruza-se e une-se com a matéria dos filmes de Rocha, levando-o a refletir acerca das circunstâncias da sua própria partida (da doença e do medo).

## Elenco
- Isabel Ruth, como Mãe de Vitalino.[12]
- Luís Miguel Cintra, como Pai de Vitalino.
- Chandra Malatitch, como Vitalino;
  - André Correia (Vitalino em criança);
  - Manuel Manso (Voz de Vitalino em criança).
- Joana Bárcia, como Carmo.
- Carla Chambel, como Violante.
- Raquel Dias, como Aninhas.
- Márcia Breia, como Tia das Presas.
- João Cardoso, como Zé dos Ouros.
- João Pedro Vaz, como Oficial.
- Miguel Moreira, como Jacinto.
- Nuno Loureiro, como Irmão de Vitalino.[13]
- Norberto Barroca.

## Equipa técnica
- Realização e produção: Paulo Rocha.[14]
- Argumento: Regina Guimarães, Paulo Rocha e João Carlos Viana.
- Direção de fotografia: Acácio de Almeida.[15]
- Figurinos: Manuela Bronze.
- Direção de produção: António Gonçalo.
- Som: Olivier Blanc.
- Montagem de som e mistura: Nuno Carvalho.
- Montagem: Edgar Feldman.[16]

## Produção
Inicialmente intitulado Olhos Vermelhos, o projeto nasce de uma ideia de Paulo Rocha, que convidou a cineasta Regina Guimarães para desenvolver o argumento original. O título final é retirado da cantilena "Se fosse ladrão roubava / roubava aquela menina...", cantada em O Rio do Ouro.
O filme foi gravado em 2011, em Ovar, local de residência do realizador, de modo a poder facilitar a produção, uma vez que as sequelas de acidente vascular cerebral de Rocha o condicionavam a deslocar-se em cadeira de rodas. Cintra, um dos colaboradores frequentes do cineasta filmou apenas durante um dia, uma experiência que descreveu de "comovente".

## Temas e estética
A longa-metragem não apresenta uma narrativa linear, algo que se começou a tornar frequente no cinema de Paulo Rocha a partir de Mudar de Vida. As sequências autobiográficas que acompanham a vida de Vitalino (o cineasta filma-se a partir desta versão do seu próprio pai) abrem caminho para inserirem-se sequências de todos os seus filmes (com exceção de O Desejado ou As Montanhas da Lua), bem como referências literárias (como o escritor Wenceslau de Moraes e o poeta Camilo Pessanha) e até para momentos de bastidores. Nesta obra, Rocha parece querer definir-se, oferecendo um enquadramento de obra e artista, de modo a que: a sua infância corresponda A Pousada das Chagas; a adolescência a Mudar de Vida; o seu período no estrangeiro a A Ilha dos Amores e; o final de vida corresponda à morte de Ilda em Os Verdes Anos, personagem a quem é dado enterro na sequência final de Se Eu Fosse Ladrão… Roubava.
Se Eu Fosse Ladrão... Roubava junta-se a outros filmes-testamento, como Le Testament d'Orphée (Jean Cocteau), Offret  (Andrei Tarkovski), The Dead  (John Huston), La Voce della Luna (Federico Fellini) e Madadayo (Akira Kurosawa). Ainda assim, Paulo Rocha aplica uma abordagem própria: não é de ensaio, resumo ou best of, mas uma remontagem e recontextualização inédita de cenas já celebradas. Este método de colagem é reminiscente das técnicas de Amadeo de Souza Cardoso, artista acerca de quem Rocha criou a obra Máscara de Aço contra Abismo Azul, e com quem partilha o método de fusão de uma inspiração na cultura universal na cultura popular portuguesa. Evidência da omnisciência do tradicional português está nas várias cenas de baile, uma constante ao longo de Se Eu Fosse Ladrão... Roubava, e que servem frequentemente de elo de ligação entre os fragmentos da obra do cineasta.
Jorge Silva Melo, autor do texto que acompanha a divulgação oficial da longa-metragem a nível internacional, defende que Paulo Rocha não faz um retrato piedoso de si ou dos seus, pelo modo como convoca a participação de colaboradores frequentes e monta as suas cenas tornando evidente o envelhecimento dos corpos e a iminência da morte. Esta reflexão transparece, por exemplo, no uso de cores mórbidas, focagem e no chiaroscuro na cena da morte do pai de Vitalino. Ainda que tenha uma abordagem autobiográfica, Rocha não individualiza em demasia esta reflexão, ampliando-a a um olhar acerca da cultura e identidade de Portugal, e sobre como o medo corrói estas vertentes do país.

## Distribuição

O relançamento de Mudar de Vida acompanhou a estreia de Se Eu Fosse Ladrão... Roubava.

Antes de falecer Paulo Rocha deixou Se Eu Fosse Ladrão... Roubava completo e estava em processo de digitalização e restauro das suas duas primeiras longa-metragens: Os Verdes Anos e Mudar de Vida. O realizador deixou, em testamento, toda a sua obra e património cinematográfico à Cinemateca Portuguesa e manifestou o desejo que Se Eu Fosse Ladrão... Roubava fosse exibido no Festival Internacional de Cinema de Locarno, dada a importância do mesmo no início da sua carreira. Tal veio a suceder-se e o filme estreou a 14 de agosto de 2013 no Festival, numa secção fora de competição. Paralelamente, a Cinemateca Portuguesa realizou uma mesa redonda para debater o cinema de Rocha, com a participação da atriz Isabel Ruth, do realizador Pedro Costa, do subdiretor do Museu do Cinema José Manuel Costa, e do crítico Roberto Turigliatto.
Se Eu Fosse Ladrão... Roubava teve a sua ante-estreia portuguesa a 31 de janeiro de 2014, numa sessão na Cinemateca Portuguesa com a presença de Isabel Ruth, Luís Miguel Cintra, Márcia Breia, Regina Guimarães, Acácio de Almeida e Edgar Feldman. A longa-metragem foi lançada comercialmente em Portugal apenas no ano seguinte, a 14 de maio, acompanhada pelo relançamento das cópias restauradas de Os Verdes Anos e Mudar de Vida.
Ao longo de todo o mês de janeiro de 2018, a Cinémathèque Françaisea realizou uma retrospetiva do cinema de Paulo Rocha, organizada em parceria com a Cinemateca Portuguesa, e na qual foi integrado Se Eu Fosse Ladrão… Roubava.

## Receção

### Audiência
Ao longo das 68 sessões comerciais de 2015 que exibiram o filme em Portugal, Se Eu Fosse Ladrão... Roubava totalizou 583 espectadores e uma receita de €2.339,20.

### Crítica
Se Eu Fosse Ladrão... Roubava foi alvo de comentários geralmente positivos da crítica de cinema portuguesa, apesar do consenso de que o mesmo seria inacessível para quem desconheça a filmografia de Rocha. Discutindo este aspeto, Augusto M. Seabra, no Público, escreve uma exaltação da obra, começando por referir que "nunca, em vez alguma, vi um filme assim" e concluindo que "amo perdidamente este filme porque também vou reconhecendo os extractos dos anteriores neles incluídos, e não posso portanto imaginar qual será a reação de espectadores que irão ver o filme sem conhecimento dos outros, embora me pareça difícil não ser tocado pela sua beleza e o seu lado fúnebre.
João Lopes, revela-se impressionado, no Diário de Notícias, pela exploração, na obra, da ambivalência da identidade portuguesa, que assim coloca em evidência o modo como "a angústia do que somos se cruza sempre com o humor do que imaginamos ser". Num texto incluído no Ciclo Paulo Rocha, António Preto escreve acerca da estrutura da longa-metragem e do facto de não se resignar a um fim: "o precedente e o consequente se invertem, onde a serpente devora a sua própria cauda e o final se antevê retrospectivamente como princípio".
Também o desempenho dos vários colaboradores de Paulo Rocha foi elogiado pela crítica: Inês Lourenço (Diário de Notícias) destaca como a experimentada atuação de Isabel Ruth e Luís Miguel Cintra serve de agulha unindo os fragmentos da narrativa; Duarte Mata (C7nema) enaltece "a vitalidade dos travellings espantosos, que continuam a comprovar Acácio de Almeida como o mais distinto diretor de fotografia português" e; Rui Pedro Tendinha (Diário de Notícias) elogia a escrita de Regina Guimarães por atribuir uma coerência poética ao olhar interior do cineasta.

### Premiações
| Ano  | Premiação                                       | Categoria               | Trabalho                                   | Resultado | Ref.   |
| ---- | ----------------------------------------------- | ----------------------- | ------------------------------------------ | --------- | ------ |
| 2016 | Prémio Autores                                  | Melhor argumento        | Regina Guimarães                           | Indicado  |        |
| 2016 | Globos de Ouro, Portugal                        | Melhor filme            | Se Eu Fosse Ladrão... Roubava, Paulo Rocha | Indicado  | [ 34 ] |
| 2016 | Prémios Sophia da Academia Portuguesa de Cinema | Melhor atriz            | Isabel Ruth                                | Indicado  | [ 35 ] |
| 2016 | Prémios Sophia da Academia Portuguesa de Cinema | Melhor atriz secundária | Carla Chambel                              | Venceu    | [ 35 ] |
| 2016 | Prémios Sophia da Academia Portuguesa de Cinema | Melhor fotografia       | Acácio de Almeida                          | Venceu    | [ 35 ] |